# キングのメッセージ
『キングのメッセージ』（原題:Message from the King）は2016年に公開された米英仏白合作のスリラー映画である。監督はファブリス・ドゥ・ヴェルツ、主演はチャドウィック・ボーズマンが務めた。本作は日本国内で劇場公開されなかったが、Netflixによる配信が行われている。

## ストーリー
南アフリカ共和国ケープタウン。ジェイコブ・キングの元に長らく疎遠だった妹、ビアンカから助けを求めるメールが届いた。そこで、ジェイコブは妹が暮らすロサンゼルスへと急行した。ビアンカの自宅についたジェイコブだったが、そこに彼女はいなかった。近所の人から「ビアンカの夫は少し前に失踪した」「ビアンカは要らないものを処分した後にどこかへ行ってしまった」という情報を得たが、ビアンカの行き先がどこなのか見当もつかなかった。
ジェイコブはビアンカに家を貸し出していた女性の下を訪ね、ビアンカがジーコと名乗る男に誘拐されたと聞かされた。ジェイコブはすぐさまジーコを探し出して問い詰めたが、ジーコは何も知らないと答えるばかりであった。その後、立ち寄った店の店主から「死体安置所をチェックしてみたどうか」とアドバイスされ、ジェイコブはそれに従った。そして、ついにビアンカの遺体を発見したが、遺体には凄惨な拷問を受けた形跡があった。
ビアンカの所持品をくまなく調べたところ、ジェイコブはビアンカがジーコ一味と一緒に映っている写真を複数枚発見した。怒ったジェイコブはジーコをぶん殴りに行き、「お前を殴ったのは上役（デューク）へのメッセージだと伝えろ」と言い、ジーコの携帯を盗んでから立ち去った。その後、ジェイコブはビアンカの家の近所に暮らすトリッシュが開いたパーティーに参加して情報収集に励み、ビアンカが麻薬を買っていた売人の名前を突き止めた。ジェイコブはフランキーをおびき出して脅しつけた後、彼のの携帯電話を盗んで立ち去った。ジェイコブがモーテルに戻ると、売春婦（ケリー）に出くわした。ケリーはジェイコブが見て見ぬふりをしてくれたことに喜び、「私の自動車を好きに使って」と言ってくれた。
ジェイコブはビアンカの紹介と称して彼女が通っていた歯科医（ウェントワース）に接触した。ウェントワースからビアンカが夫の借金の埋め合わせに売春を強要されていたことを聞き出したが、どうにも釈然としないものを感じた。そこで、ジェイコブはウェントワースを尾行することにした。行き着いた先はハリウッドの大物プロデューサー、マイク・プレストンの邸宅であった。驚くべきことに、邸宅にはビアンカの息子（アーマンド）の姿があった。さらなる捜査の結果、ジェイコブは真実に辿り着くが、それはあまりにもおぞましいものであった。

## キャスト
※括弧内は日本語吹替
- ジェイコブ・キング - チャドウィック・ボーズマン（飯島肇）
- ポール・ウェントワース医師 - ルーク・エヴァンス（てらそままさき）
- ケリー - テリーサ・パーマー（佐古真弓）
- トリッシュ - ナタリー・マルティネス（冨樫かずみ）
- マイク・プレストン - アルフレッド・モリーナ（石住昭彦）
- フランキー - トム・フェルトン（村井雄治）
- ミセス・ラズロ - デイル・ディッキー
- ビル - ジェイク・ウィアリー（英語版）（奥村翔）
- メリック - ドリュー・パウエル（英語版）
- フランク・リアリー - クリス・マルケイ（小林操）
- ウェイロン - トム・ライト
- ビアンカ・キング - シボンギレ・ムランボ（英語版）
- ベッカ - アナ・ジョップ（英語版）
- ブート - エヴァ・コルカー（英語版）（髙瀨友）
- ヴリオーニ - ローマン・ミッチャン（英語版）
- ジーコ - ルーカン・メルコニアン（井川秀栄）
- スコット - ジェームズ・ジョーダン（英語版）
- デューク - アーサー・ダルビニャン
- アーマンド - ディエゴ・ジョセフ
- ライス - ジョノ・ロバーツ
- キーガン - ウェイド・ウィリアムズ

## 製作
2014年11月4日、チャドウィック・ボーズマンが本作に出演することになったとの報道があった。2月、ルーク・エヴァンスの出演が決まった。2015年3月16日、ナタリー・マルティネスがキャスト入りした。

## 公開・マーケティング
2016年9月8日、本作は第41回トロント国際映画祭でプレミア上映された。9月14日、Netflixが本作の配信権獲得に乗り出していると報じられた。2017年7月25日、本作のオフィシャル・トレイラーが公開された。

## 評価
本作に対する批評家の評価は平凡なものに留まっている。映画批評集積サイトのRotten Tomatoesには10件のレビューがあり、批評家支持率は40%、平均点は10点満点で4.9点となっている。また、Metacriticには5件のレビューがあり、加重平均値は40/100となっている。